# Fudō Ritsuzan
Fudō Ritsuzan (japanisch 不動 立山, eigentlich Fudō Sadaichi (不動 定一), geboren 18. April 1886 in Nishiawaji, Landkreis Mihara, Präfektur Hyōgo, gestorben 14. August 1975) war ein japanischer Maler der Nihonga-Richtung während der Taishō- und Shōwa-Zeit.

## Leben und Werk
Fudō Ritsuzan machte 1905 seinen Abschluss an Abteilung für Malerei der „Fachschule für Kunst und Kunstgewerbe Kyōto“ (京都市立美術工芸学校, Kyōto shiritsu bijutsu kōgei gakkō) und studierte weiter an der „Spezialschule für Malerei Kyōto“ (京都市立絵画専門学校, Kyōto shiritsu kaiga semmon gakkō), an der er 1912 seinen Abschluss machte. Im selben Jahr wurden seine Bilder „Später Winterabend“ (冬の夜更, Fuyu no yofuke) und „Frühlingsregen am Abend“ (春雨の夕, Harusame no yube) für die 6. „Bunten“ angenommen. Er bildete sich dann bei Nishiyama Suishō (1879–1958), einem Maler im „westlichen Stil“ (Yōga) weiter und stellte weiterhin auf der Bunten aus, bis er sich 1915 der Mitsuritsu-kai (密栗会) anschloss, um stilistisch eigene Wege zu gehen.
Er malte nun im Ukiyoe-Stil Genre-Bilder, befasste sich dann mit gegenwartsbezogenen Landschaftsbildern. Er verband dabei genaue Bilderfassung mit einer lyrischen Wiedergabe. Als 1921 Nishiyama die Malerei-Schule „Seikōsha“ (青甲社) gründete, beteiligte sich Fudō an ihr. Im selben Jahr stellte er auf der 3. „Teiten“ das Bild „Altes Kaisergrab“ (古陵, Koryū) aus und beteiligte sich weiterhin an der Ausstellung. Ab 1933 wurden seine Bilder Jury-frei angenommen. 1942 ging er in seine Heimat auf Awajishima zurück.
Nach dem Pazifikkrieg wurde er Jury-Mitglied der „Nitten“, stellte aber nicht mehr aus. Stattdessen  schuf er in Tempelgebäuden seiner Umgebung Fusuma-e (襖絵), d. h., er bemalte Holzschiebetüren in den Tempelräumen. Ab 1973 wohnte er wieder in Kyōto, starb in dem Haus, das sein Sohn ihm überlassen hatte.